# Finnfjorden (Lenvik)
69°13′1.0488″N 18°1′47.777″Ø / 69.216958000°N 18.02993806°Ø
Finnfjorden er en fjord i Sørreisa og Lenvik kommuner i Troms og Finnmark fylke i Norge. Den ligger på sydøstsiden af øen Senja mellem Solbergfjorden i syd og Gisundet. Den er 7 km lang, fra sydvest til Finnfjordbotn i nordøst. Fjorden har i syd indløb mellem Nordhamnodden i vest og Galteneset i øst. 
Byen Finnsnes ligger på nordsiden af fjorden. Øst for Finnsnes ligger Finnfjordbotn og Finnfjord smelteverk. Videre mod syd langs østsiden af fjorden ligger bygden Øyjord, indenfor Finnfjordøya, og ved det sydlige indløb bygden Hemmingsjord. Vest for Finnsnes går Gisundet nordover til Malangen. Vest for Finnfjorden ligger Laksfjorden.
Fylkesvei 86 går langs øst- og nordsiden af fjorden. 